# Code mnémonique
Le code mnémonique, souvent abrégé « mnémo », est un ensemble de quelques lettres et éventuellement de chiffres, permettant de désigner rapidement une entité, une action.

## Dans les aéroports

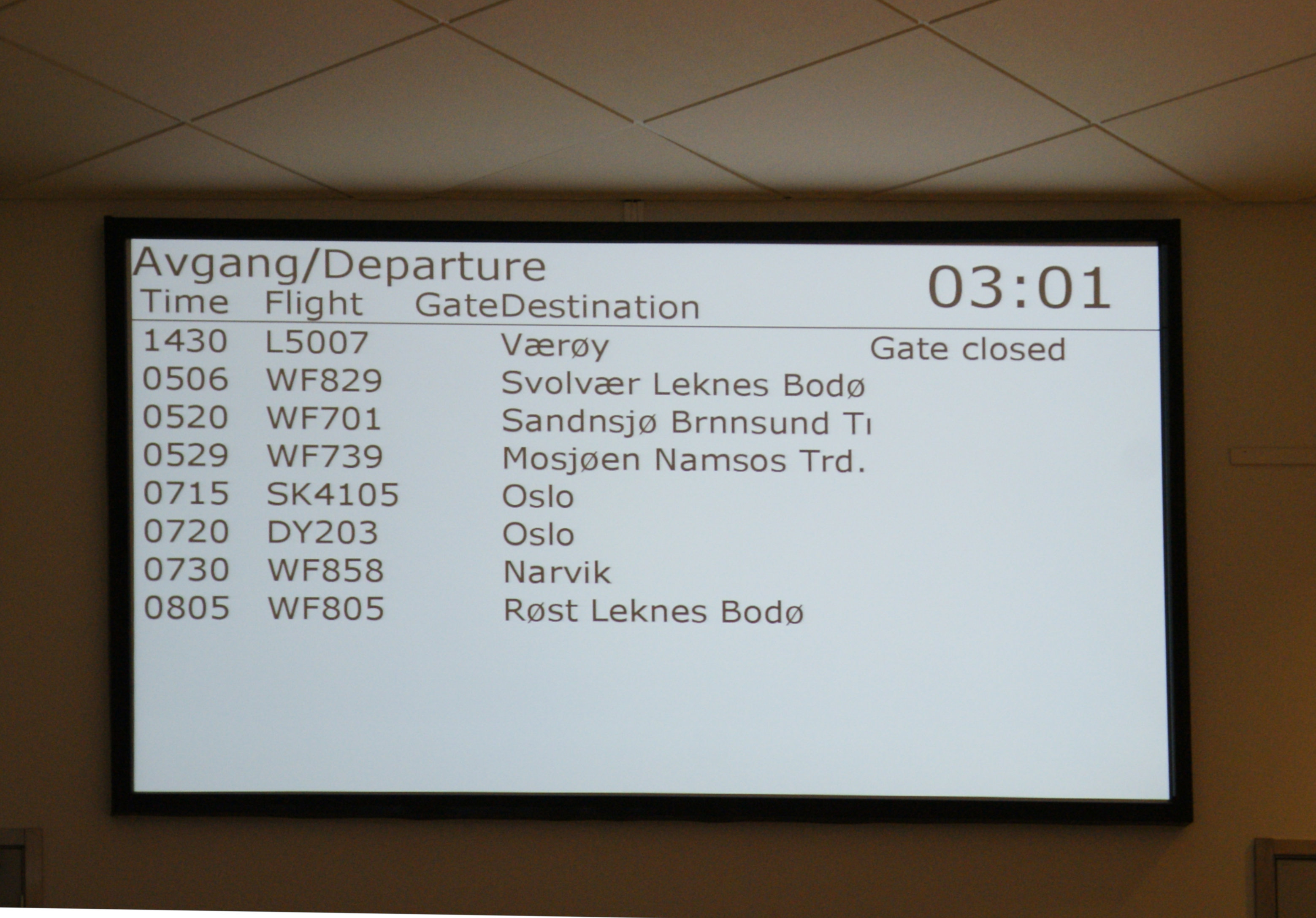
Un afficheur d'aéroport en Norvège.

Dans les aéroports, les noms des vols en avion sont constitués de quelques lettres majuscules indiquant la compagnie suivies d'un numéro de vol.
D'autre part, sur les bagages, on met des étiquettes avec des codes de 3 lettres indiquant la ville de destination et éventuellement des villes intermédiaires si la bagage doit être acheminé par plusieurs avions.

## Dans le domaine boursier
Voici les codes mnémoniques de certaines valeurs du CAC 40 ou d'Euronext. Ils correspondent souvent à d'anciennes appellations de l'entreprise concernée.
- Alstom : ALO
- Danone : BN (Boussois-Souchon-Neuvesel, ou BSN)
- EDF : EDF
- EssilorLuxottica : EL
- Société générale : GLE (société GénéraLE)
- TotalEnergies : TTE
- LVMH - Moët Hennessy Louis Vuitton : MC (Moët & Chandon)

## En chimie
La table périodique des éléments répertorie le éléments chimiques sous la forme de mnémoniques d'une ou deux lettres. Ces mnémoniques sont utilisés dans les formules chimiques.

## Dans le domaine informatique

### Langage assembleur
Dans un programme écrit en assembleur, les instructions utilisent un mnémonique qui indique le type d'opération à effectuer. 

### Interfaces graphiques
Dans le domaine des interactions homme-machine, la mnémonique d’un élément d’interface est un caractère que l’on peut taper pour actionner l’élément d’interface en utilisant le clavier plutôt que la souris. Elle ne peut être disponible que si l’élément comporte du texte, dans lequel la mnémonique est soulignée. Dans les interfaces modernes, le soulignement est généralement masqué tant que l’on n’a pas appuyé sur Alt ou F10.
Par exemple, si la touche F est soulignée dans le menu Fichier, la combinaison de touches Alt + F, ou Cmd + F sous macOS, permet d’ouvrir le menu. Ensuite, appuyer sur une lettre permet d’actionner l’élément de menu correspondant, par exemple E pour Enregistrer. Les mnémoniques sont principalement utilisés dans les menus, mais peuvent également exister pour des éléments de formulaire, tels que des cases à cocher ou des boutons.

### Données
Des codes mnémoniques sont très souvent utilisés pour définir des entités voisines, ou des éléments d'un même ensemble. Par exemple :
- Des caractères de contrôle, du code ASCII : 
  - STX pour Start of Text (début de texte) ;
  - ETX pour End of Text (fin de texte) ;
  - ESC pour Escape (échappement) ;
  - ACK pour Acknowledge (accusé de réception).
- Les codes fourCC dans les fichiers RIFF, (fichier audio : WAVE  ; fichier vidéo : AVI␣(le glyphe « ␣ » représente une espace)  :
  - structure du fichier RIFF, étiquettes : RIFF , LIST , hdrl , movi , idx1 , auds , vids ...
  - codecs vidéo : DIVX , XVID , MJPG , JFIF , (codage FFmpeg), MPG4 ...
- Les codes fourCC dans les fichiers PNG :
  - structure du fichier RIFF, étiquettes : IHDR , IDAT , IEND , tIME , tEXt ...
- Les types de fichiers ou de structures de données (attributs OSType ou ResType), dans le fork « ressources (en) » du système de fichiers HFS d'Apple :
  - fichiers : DRWG , SWF2 , 8BPS , MooV  ;
  - structures de données : ICON , PICT , CODE , snd␣(le glyphe « ␣ » représente une espace)  ;
- Les instructions en langage d'assemblage :
  - LSR (logical shift right) effectue un décalage de bits vers la droite (ce qui revient à diviser l'opérande par une puissance de deux).